# Laurent Agache
Laurent Agache, né le 23 mars 1969, est un homme politique belge, membre d'Ecolo.

## Biographie
Laurent Agache nait le 23 mars 1969.
Le 18 septembre 2019, Laurent Agache devient député au Parlement wallon en remplacement de Bénédicte Linard qui devient ministre dans le gouvernement Jeholet.